# Irineópolis
Irineópolis là một đô thị thuộc bang Santa Catarina, Brasil. Đô thị này có diện tích 591,29 km², dân số năm 2007 là 9713 người, mật độ 16,4 người/km².